# Gabardan
Le Gabardan est un ancien pays de Gascogne, à l'est du département actuel des Landes, à cheval sur le Gers. Il est constitutif des Petites-Landes, région de transition entre la Haute-Lande et l'Armagnac. Sa ville principale est Gabarret.

## Histoire
Le Gabardan se situait dans le territoire des Sotiates et des Elusates, à l'époque de l'Aquitaine antique.
La vicomté de Gabardan est établie à la fin du Xe siècle, comme plusieurs vicomtés en Gascogne dont celle de Marsan.
Au XVIe siècle, la vicomté de Gabardan, le pays de Marsan et l'Aguais, faisaient partie du duché d'Albret et entrèrent dans le domaine royal en 1589, à l'accession d'Henri IV au trône de France.
La vicomté comprenait Arx, Baudiets, Baudignan, Escalans, Estampon, Gabarret, Groulous, Herré, Losse, Lubbon, Lussole, Rimbez, Saint-Criq, Saint-Martin-le-Vieux, Sainte-Meille, Saint-Pè-de-Brocas et Vielle-Soubiran.

## Géographie
Aujourd'hui partagé entre le département des Landes (région Nouvelle-Aquitaine) à l'ouest et celui du Gers (région Occitanie) à l'est, le Gabardan l'est aussi entre l'Albret au nord et le Bas-Armagnac au sud.

## Langues parlées
- français (langue officielle, parlée et comprise par l'ensemble de la population)
- gascon (langue vernaculaire, encore en usage dans les zones rurales).